# Acrobolbus lophocoleoides
Acrobolbus lophocoleoides là một loài rêu tản trong họ Acrobolbaceae. Loài này được (Mitt.) Mitt. miêu tả khoa học lần đầu tiên năm 1867.